# 護国神社
- 護国神社
- 護國神社

護国神社（ごこくじんじゃ、旧字体：護國神󠄀社󠄁）は、国家のために殉難した人の霊（英霊）を祀るための神社。1939年（昭和14年）に招魂社から改称。第二次世界大戦前は内務省によって管轄されていたが、第二次世界大戦後は独立の宗教法人となる。指定護国神社は東京都と神奈川県を除く道府県に建立され、その道府県出身ないし縁故の戦死者、自衛官・警察官・消防士等の公務殉職者を主祭神とする。

## 概説
護国神社は、明治時代に日本各地に設立された招魂社が、1939年（昭和14年）3月15日公布、同4月1日施行された「招魂社ヲ護國神社ト改称スルノ件」（昭和14年内務省令第12號）によって一斉に改称して成立した神社である。「招魂社」の名称は、「招魂」が臨時・一時的な祭祀を指し、「社」が恒久施設を指すため、名称に矛盾があるとして護国神社に改称された。「護国」の名称は、1872年12月28日（明治5年11月28日）の徴兵令詔書の一節「國家保護ノ基ヲ立ント欲ス」、1882年（明治15年）1月4日の『軍人勅諭』の一節「國家の保護に尽さば」など、祭神の勲功を称えるに最も相応しく、既に護国の英霊等の用語が用いられて親しみも深い、との理由で採用された。護国神社の総数は、1939年（昭和14年）4月時点で131社とされている。
社格は、護国神社制度導入と同時に改正された「府縣社以下神社ノ神職ニ關スル件」（明治27年勅令第22號）第1條第1項により、内務大臣が指定した府県社に相当する指定護国神社と、それ以外の村社に相当する指定外護国神社に分けられる。1945年（昭和20年）8月のポツダム宣言受諾により、日本がGHQ（連合国軍最高司令官総司令部）の占領統治下に置かれると、護国神社は軍国主義施設とみなされ、存続を図るために名称から「護国」の文字を外すなど改称を余儀なくされた。改称した神社は、1952年（昭和27年）にサンフランシスコ講和条約が発効して日本が主権を回復すると、大多数は旧社名に戻している。第二次世界大戦後、いくつかの指定護国神社は神社本庁の別表神社となっている。
各護国神社の祭神は靖国神社の祭神と一部重なるものの、靖国神社から分祀された霊ではなく、独自で招魂し祭祀を執り行っている。そのため、公式には護国神社は「靖国神社とは本社分社の関係にはない」とされている。しかし、共に英霊を祀る靖国神社と護国神社とは深い関わりがあり、各種の交流もある。主要な護国神社52社で組織する全國護國神社會（旧・浦安会）は靖国神社と連携し、英霊顕彰のための様々な活動を行っている。なお、沖縄県護国神社では沖縄戦で犠牲になった一般住民、遭難学童及び文官関係戦歿者も祭神として祀られている。また、広島護国神社では原子爆弾の犠牲になった勤労奉仕中の動員学徒、女子挺身隊員等約一万柱も祭神として祀られている。
第二次世界大戦後のGHQによる神道指令発令後、国家が神社に指揮監督する権限が無くなり、護国神社の祭神を靖国神社の祭神と定めた法令は失効した。
法令の失効や、岸本英夫東京帝国大学文学部助教授（当時）の示唆もあってか、一部の護国神社でその護国神社に祀られるべき靖国神社以外の御祭神を奉祀する例が出始めた。郷土の偉人や殉職自衛官を祀る護國神社は全部で札幌、秋田、新潟、福島、栃木、山梨、長野、富山、石川、福井、松江、愛媛、香川、徳島、高知、山口、佐賀、大分、長崎、熊本、宮崎、鹿児島、沖縄の計23社に及ぶ。
島矢大嗣の『護國神社における殉職自衛官の相殿奉斎等の詮衡の一考察』によれば「殆どの護國神社で靖國神社以外の御祭神を奉祀する際には、本殿とは別の御神体に奉祀され明確に区別されてきた。」と指摘している。
1960年（昭和35年）に全国の護国神社52社に対して昭和天皇・香淳皇后より幣帛が賜与されて以降、1945年（昭和20年）から数えて10年ごとに幣帛の賜与が続けられている。
また、1957年（昭和37年）、昭和天皇、香淳皇后が第12回国民体育大会出席のため静岡県に行幸啓した際に、静岡県護国神社の第一鳥居前で拝礼を行い、その後、1960年代までは、天皇・皇后が全国各地で開催される全国植樹祭、国民体育大会に出席する際などに、各地の護国神社を行幸啓先の一つとする例が見られた。
護国神社は、建立以来、主として戦没者の遺族会や戦友会が運営的・財政的に支えてきた。しかし、戦没者を直接知る遺族や戦友たちの高齢化とともに、その数は減りつつあり、財政的危機に見舞われる護国神社が増えると見られている。そのため、旧指定護国神社を中心に崇敬会・崇敬奉賛会を設立している。なお、東京都目黒区五本木に存在した目黒護国神社は、1959年（昭和34年）10月に目黒護国神社崇敬会を設立して管理していたが、役員が亡くなって引き継ぐ管理者もなかったため、目黒区の外部監査で指摘を受け、2008年（平成20年）5月に取り壊されている。

## 沿革
幕末の長州藩・薩摩藩等では、国事殉難者・戦没者の霊を祀るために招魂場を設けて招魂祭を営んでいた。朝廷においても1868年6月29日（慶応4年5月10日）の太政官布告第385條・第386條により、1853年（嘉永6年）以来の国事殉難者と伏見戦争以後の戦死者を京都東山に建立した祠宇（霊山官祭招魂社、後の京都霊山護国神社）に合祀した。また同年7月21日（慶応4年/明治元年6月2日）には、東征大総督・有栖川宮熾仁親王が江戸城大広間において官軍戦没者の招魂祭を実施した。同様に各地の藩主等も所属藩士の戦没地または縁故の地に招魂場を設けて祭祀を行った。翌1869年（明治2年）には東京九段坂上に「東京招魂社」（後の靖国神社）が創建され、戊辰戦争以来の戦没者を合祀した。
1871年（明治4年）の廃藩置県により、旧藩主又は人民の私設した招魂場は明治新政府の管掌下に置かれ、1874年（明治7年）には招魂場敷地の地租免除と、祭祀料・営繕費の官費支給が定められた。1875年（明治8年）には、1853年（嘉永6年）以来の英霊を東京招魂社へ合祀することになったが、各地の招魂場は従来通り存置されるとともに、社号が招魂社に統一された。なお、1879年（明治12年）6月4日に東京招魂社は靖国神社と改称し、別格官幣社に列せられている。
1901年（明治34年）には官費支給対象の招魂社に「官祭」を冠することが定められ、支給対象外の招魂社は「私祭招魂社」と呼んで区別した。日清・日露戦争後、私費による招魂社（私祭招魂社）創建の出願が増えたため、内務省神社局は1907年（明治40年）に「招魂社創建ニ關スル件」（明治40年2月23日秘甲第16號内務省神社局長依命内牒）で招魂社の設置基準を定め、その祭神は靖国神社合祀の者に限る等の制限を加えて創建を抑制した。しかし、1931年（昭和6年）に満洲事変、1937年（昭和12年）に支那事変（日中戦争）が勃発すると、戦没者の霊を郷土で祀りたいという要望が各地で高まった。
1939年（昭和14年）の「招魂社ノ創立ニ關スル件」（昭和14年2月3日発社第30號神社局長通牒）で、一部の例外を除いて各道府県に1社のみ創立を許可することとし、同年4月1日に施行された「招魂社ヲ護國神社ト改称スルノ件」（昭和14年3月15日内務省令第12號）で招魂社を護國神社と改称、それまで曖昧だった神社としての制度を明確にした。

## 指定護国神社
指定護国神社は、1939年（昭和14年）4月1日の「護國神社指定」（昭和14年内務省告示第142號。1894年（明治27年）勅令第22號「府県社以下神社職制」第1条第1項の規定に基づく）により内務大臣が指定した下記34社の護国神社で、以後必要に応じて追加指定され、太平洋戦争末期までに51社が指定された。このほかに内務大臣指定護国神社に相当する、樺太庁長官指定の樺太護國神社（豊原市）、台湾総督指定の台湾護國神社（台北市）、朝鮮総督指定の京城護國神社（京城府）及び羅南護國神社（清津府）が存在した。
| 神社名             | 鎮座地（指定当時、官報記載順）       |
| ------------------ | ------------------------------------ |
| 北海道護國神社     | 北海道旭川市字近文                   |
| 札幌護國神社       | 北海道札幌市南十三條南十四條西四丁目 |
| 函館護國神社       | 北海道函館市汐見町                   |
| 京都靈山護國神社   | 京都府京都市東山區淸閑寺靈山町       |
| 兵庫縣姫路護國神社 | 兵庫縣姫路市本町                     |
| 埼玉縣護國神社     | 埼玉縣北足立郡大宮町                 |
| 栃木縣護國神社     | 栃木縣宇都宮市相生町                 |
| 三重縣護國神社     | 三重縣津市大字下部田                 |
| 愛知縣護國神社     | 愛知縣名古屋市西區南外堀町六丁目     |
| 靜岡縣護國神社     | 靜岡縣靜岡市北番町                   |
| 滋賀縣護國神社     | 滋賀縣彦根市尾末町                   |
| 濃飛護國神社       | 岐阜縣大垣市郭町                     |
| 長野縣護國神社     | 長野縣松本市大字桐                   |
| 宮城縣護國神社     | 宮城縣仙臺市字川内壱番               |
| 福島縣護國神社     | 福島縣福島市駒山                     |
| 岩手護國神社       | 岩手縣盛岡市志家                     |
| 靑森縣護國神社     | 靑森縣弘前市大字下白銀町             |
| 山形縣護國神社     | 山形縣山形市宮町                     |
| 秋田縣護國神社     | 秋田縣秋田市上中城町                 |
| 石川護國神社       | 石川縣金澤市出羽町一番丁             |
| 富山縣護國神社     | 富山縣富山市安野屋町                 |
| 鳥取縣護國神社     | 鳥取縣鳥取市上町                     |
| 松江護國神社       | 島根縣松江市殿町                     |
| 濱田護國神社       | 島根縣那賀郡濱田町                   |
| 岡山縣護國神社     | 岡山縣岡山市門田                     |
| 廣島護國神社       | 廣島縣廣島市基町                     |
| 福山護國神社       | 廣島縣福山市三之丸町                 |
| 和歌山縣護國神社   | 和歌山縣和歌山市一番丁               |
| 德島縣護國神社     | 德島縣德島市德島町                   |
| 愛媛縣護國神社     | 愛媛縣松山市新立町一丁目             |
| 高知縣護國神社     | 高知縣長岡郡五臺山村                 |
| 大分縣護國神社     | 大分縣大分郡東大分村                 |
| 佐賀縣護國神社     | 佐賀縣佐賀市松原町                   |
| 鹿兒島縣護國神社   | 鹿兒島縣鹿兒島市山下町               |

指定護国神社は1府県1社を原則として指定されたが、崇敬地域の広い北海道は3社が指定され、岐阜県・兵庫県・島根県・広島県は2社が指定された。これは、県内に複数の陸軍聯隊区が存在して各々の地元意識が強く、県内1箇所に調整できなかったことに起因する。例えば広島県の場合、福山市（備後国、歩兵第41聯隊）と広島市（安芸国、歩兵第11聯隊）にそれぞれ1社ずつ存在する。なお、全国の英霊を祀る靖国神社のある東京都には指定護国神社は存在しない。また、社名については指定護国神社以外は道府県名を冠することが出来ない。なお、指定護国神社の中で社名に道府県名を冠していない県は島根県のみである。
このうち、神奈川縣護國神社、宮崎縣護國神社、熊本縣護國神社の3社は1945年（昭和20年）8月15日時点で完成に至らず、日本の敗戦に伴い造営が中止された。
神奈川縣護國神社は、1942年（昭和17年）7月27日、横浜市神奈川区三ツ沢西町・南町（現在の三ツ沢公園）に創立許可を得て社殿造営が開始されたが、完成間近の1945年（昭和20年）5月29日の横浜大空襲により焼失した。第二次世界大戦後も再建されず、神奈川縣護國神社跡地には、1953年（昭和28年）3月に横浜市戦没者慰霊塔が建てられた。また、同年11月5日竣工した神奈川県戦没者慰霊堂（横浜市港南区最戸）には戦没者及び戦災死者5万8千余名の名簿が納められ、毎年5月10日に神奈川県主催の神奈川県戦没者追悼式が行われるほか、多宗教による合同祭祀が行われている。なお、神奈川県内での護国神社の役割は横浜市西区宮崎町に鎮座する伊勢山皇大神宮（神奈川県宗社・横浜総鎮守）が担っており、1879年（明治12年）に境内に建立された、西南戦争での神奈川県出身戦没者の慰霊碑である「明治十年西征陣亡軍人之碑」は「野毛山招魂社」と呼ばれ、秋には県主催の神奈川県戦没者慰霊祭が執り行われていた。大正期には、県の殉職警察官・消防官の慰霊祭も行われ、その奉納行事として撃剣競技の大会も開催された。戦時下になると、県主催の戦勝祈願祭や戦勝奉告祭が度々行われた。
2012年（平成24年）、有志により「神奈川縣護國神社を再創建する會」が組織され、2018年（平成30年）5月29日に神奈川縣護國神社が仮宮として創建、2020年（令和2年）12月5日に鎌倉市台4-1199-19の地に鎮座（遷座）している。
宮崎縣護國神社は、1943年（昭和18年）4月23日、宮崎市下北方町に創立許可を得て造営に着手したが、勤労奉仕による整地作業が終わり建築用材及び建設資金を集めた時点で終戦を迎えたため、GHQ宮崎軍民政部長官の厳命で建設放棄を余儀なくされた。主権回復後の1953年（昭和28年）4月に宮崎県護国神社再建奉賛会を組織して再建に着手し、宮崎神宮の境内に建設された。1955年（昭和30年）3月10日竣工、同日鎮座祭が斎行された。
熊本縣護國神社は、花岡山招魂社から改称して、新社殿建設のため熊本市黒髪町立田山山麓に県民奉仕により1万坪の新社地を造営し、1944年（昭和19年）3月5日に内務大臣の許可を得て新社殿の造営に着手したが、終戦に伴い中止された。1953年（昭和28年）5月11日、造営予定地だった立田山山麓から現在地の藤崎台招魂祭場跡に造営敷地が変更された。1955年（昭和30年）1月7日に熊本県護国神社御造営奉賛会が設立されて同年10月着工、1957年（昭和32年）4月末に竣工。同年5月10日に御鎮座大祭が斎行された。

## 論争
自衛隊発足後、殉職した自衛官も護国神社に祀られるようになり、合祀申請は自衛隊地方連絡部（現・自衛隊地方協力本部）協力の下、社団法人隊友会により行われるようになった。しかし、第二次世界大戦前と同様に合祀・合祀申請ともに遺族の同意を一切求めず行われるため、クリスチャンである殉職自衛官の妻が宗教的人格権を侵害されたとして、合祀の取消と損害賠償等を請求する事態に発展したことがある（山口自衛官合祀訴訟・最大判昭和63年6月1日民集第42巻5号277頁）。

## 主な護国神社
| 社名                     | 所在地                 | 内務大臣指定 護国神社 | 神社本庁指定 別表神社 | 公式・準公式サイト （外部リンク） |
| ------------------------ | ---------------------- | --------------------- | --------------------- | --------------------------------- |
| 北海道地方               |                        |                       |                       |                                   |
| 北海道護國神社           | 北海道旭川市花咲町     | 指定                  | 別表                  | 北海道護國神社                    |
| 札幌護國神社             | 北海道札幌市中央区     | 指定                  |                       | 札幌護国神社                      |
| 松前護国神社             | 北海道松前郡松前町     |                       |                       | 松前護国神社                      |
| 檜山護國神社             | 北海道檜山郡江差町     |                       |                       | 檜山護國神社                      |
| 十勝護國神社             | 北海道帯広市           |                       |                       | 十勝護國神社                      |
| 函館護國神社             | 北海道函館市           | 指定                  |                       | 函館護國神社                      |
| 東北地方                 |                        |                       |                       |                                   |
| 青森縣護國神社           | 青森県弘前市           | 指定                  |                       | 青森縣護國神社                    |
| 岩手護國神社             | 岩手県盛岡市           | 指定                  |                       | 岩手護國神社                      |
| 宮城縣護國神社           | 宮城県仙台市青葉区     | 指定                  | 別表                  | 宮城縣護國神社                    |
| 福島縣護國神社           | 福島県福島市           | 指定                  | 別表                  | 福島県護国神社                    |
| 秋田縣護國神社           | 秋田県秋田市           | 指定                  | 別表                  | 秋田県護國神社                    |
| 山形縣護國神社           | 山形県山形市           | 指定                  | 別表                  | 山形縣護國神社                    |
| 鶴岡護國神社             | 山形県鶴岡市           |                       |                       | 鶴岡護国神社                      |
| 新荘護國神社             | 山形県新庄市           |                       |                       | 新荘護國神社                      |
| 関東地方                 |                        |                       |                       |                                   |
| 茨城縣護國神社           | 茨城県水戸市           | 指定                  | 別表                  | 茨城縣護國神社                    |
| 埼玉縣護國神社           | 埼玉県さいたま市大宮区 | 指定                  |                       | 埼玉県護国神社                    |
| 栃木縣護國神社           | 栃木県宇都宮市         | 指定                  |                       | 栃木県護国神社                    |
| 大田原護國神社           | 栃木県大田原市         |                       |                       |                                   |
| 群馬縣護國神社           | 群馬県高崎市           | 指定                  | 別表                  | 群馬県護国神社                    |
| 澁川護國神社             | 群馬県渋川市           |                       |                       |                                   |
| 千葉縣護國神社           | 千葉県千葉市若葉区     | 指定                  | 別表                  | 千葉縣護國神社                    |
| 四街道町護國神社         | 千葉県四街道市         |                       |                       |                                   |
| 羽村市護国神社           | 東京都羽村市           |                       |                       |                                   |
| 中部地方                 |                        |                       |                       |                                   |
| 新潟縣護國神社           | 新潟県新潟市中央区     | 指定                  | 別表                  | 新潟縣護國神社                    |
| 富山縣護國神社           | 富山県富山市           | 指定                  | 別表                  | 富山縣護國神社                    |
| 石川護國神社             | 石川県金沢市           | 指定                  | 別表                  | 石川護國神社                      |
| 福井縣護國神社           | 福井県福井市           | 指定                  | 別表                  | 福井県護国神社                    |
| 山梨縣護國神社           | 山梨県甲府市           | 指定                  | 別表                  | 山梨縣護國神社                    |
| 長野縣護國神社           | 長野県松本市           | 指定                  | 別表                  | 長野縣護國神社                    |
| 諏訪護國神社             | 長野県諏訪市           |                       |                       |                                   |
| 岐阜護國神社             | 岐阜県岐阜市           | 指定                  | 別表                  | 岐阜護國神社                      |
| 濃飛護國神社             | 岐阜県大垣市           | 指定                  |                       | 濃飛護国神社                      |
| 飛騨護國神社             | 岐阜県高山市           |                       |                       | 飛騨護國神社                      |
| 靜岡縣護國神社           | 静岡県静岡市葵区       | 指定                  | 別表                  | 靜岡縣護國神社                    |
| 愛知縣護國神社           | 愛知県名古屋市中区     | 指定                  | 別表                  | 愛知縣護國神社                    |
| 近畿地方                 |                        |                       |                       |                                   |
| 三重縣護國神社           | 三重県津市             | 指定                  | 別表                  | 三重県護国神社                    |
| 滋賀縣護國神社           | 滋賀県彦根市           | 指定                  | 別表                  | 滋賀縣護國神社                    |
| 京都霊山護國神社         | 京都府京都市東山区     | 指定                  | 別表                  | 京都霊山護國神社                  |
| 大阪護國神社             | 大阪府大阪市住之江区   | 指定                  | 別表                  | 大阪護國神社                      |
| 兵庫縣神戸護國神社       | 兵庫県神戸市灘区       | 指定                  | 別表                  | 兵庫県神戸護国神社                |
| 兵庫縣姫路護國神社       | 兵庫県姫路市           | 指定                  | 別表                  | 兵庫縣姫路護國神社                |
| 奈良縣護國神社           | 奈良県奈良市           | 指定                  | 別表                  | 奈良県護国神社                    |
| 和歌山縣護國神社         | 和歌山県和歌山市       | 指定                  |                       | 和歌山県護国神社                  |
| 中国地方                 |                        |                       |                       |                                   |
| 鳥取縣護國神社           | 鳥取県鳥取市           | 指定                  |                       |                                   |
| 松江護國神社             | 島根県松江市           | 指定                  | 別表                  | 松江護國神社                      |
| 濱田護國神社             | 島根県浜田市           | 指定                  | 別表                  | 濱田護國神社                      |
| 岡山縣護國神社           | 岡山県岡山市中区       | 指定                  | 別表                  | 岡山縣護國神社                    |
| 備後護國神社             | 広島県福山市           | 指定                  | 別表                  | 備後護国神社                      |
| 鞆護國神社               | 広島県福山市鞆町       |                       |                       |                                   |
| 広島護國神社             | 広島県広島市中区       | 指定                  | 別表                  | 広島護國神社                      |
| 可部護國神社             | 広島県広島市安佐北区   |                       |                       |                                   |
| 五日市護國神社           | 広島県広島市佐伯区     |                       |                       | 五日市護国神社                    |
| 山口縣護國神社           | 山口県山口市           | 指定                  | 別表                  | 山口縣護國神社                    |
| 朝日山護國神社           | 山口県山口市           |                       |                       | 朝日山護国神社                    |
| 宇部護國神社             | 山口県宇部市           |                       |                       | 宇部護国神社                      |
| 岩國護國神社             | 山口県岩国市           |                       |                       | 岩国護国神社                      |
| 防府市護國神社           | 山口県防府市           |                       |                       | 防府市護国神社                    |
| 四国地方                 |                        |                       |                       |                                   |
| 徳島縣護國神社           | 徳島県徳島市           | 指定                  | 別表                  | 徳島縣護國神社                    |
| 香川縣護國神社           | 香川県善通寺市         | 指定                  |                       | 香川縣護國神社                    |
| 丸亀護國神社             | 香川県丸亀市           |                       |                       | 丸亀護国神社奉賛会                |
| 愛媛縣護國神社           | 愛媛県松山市           | 指定                  | 別表                  | 愛媛縣護國神社                    |
| 南豫護國神社             | 愛媛県宇和島市         |                       |                       | 南豫護国神社                      |
| 高知縣護國神社           | 高知県高知市           | 指定                  | 別表                  | 高知県護国神社                    |
| 九州・沖縄地方           |                        |                       |                       |                                   |
| 福岡縣護國神社           | 福岡県福岡市中央区     | 指定                  | 別表                  | 福岡縣護国神社                    |
| 柳川護國神社             | 福岡県柳川市           |                       |                       |                                   |
| 八景山護國神社           | 福岡県京都郡みやこ町   |                       |                       |                                   |
| 佐賀縣護國神社           | 佐賀県佐賀市           | 指定                  | 別表                  | 佐賀県護国神社                    |
| 長崎縣護國神社           | 長崎県長崎市           | 指定                  | 別表                  |                                   |
| 壱岐神社・壱岐護國神社   | 長崎県壱岐市           |                       |                       | 壱岐神社                          |
| 熊本縣護國神社           | 熊本県熊本市           | 指定相当              | 別表                  | 熊本県護国神社                    |
| 相良護國神社             | 熊本県人吉市           |                       |                       |                                   |
| 大分縣護國神社           | 大分県大分市           | 指定                  | 別表                  | 大分縣護國神社                    |
| 宮崎縣護國神社           | 宮崎県宮崎市           | 指定相当              |                       | 宮崎縣護國神社                    |
| 川南護國神社             | 宮崎県児湯郡川南町     |                       |                       |                                   |
| 鹿児島縣護國神社         | 鹿児島県鹿児島市       | 指定                  | 別表                  | 鹿児島縣護國神社                  |
| 沖縄縣護國神社           | 沖縄県那覇市           | 指定                  |                       | 沖縄県護国神社                    |
| 樺太・外地（現存しない） |                        |                       |                       |                                   |
| 樺太護國神社             | 樺太豊原市             | 樺太庁長官指定        |                       |                                   |
| 台湾護國神社             | 台湾台北州台北市       | 台湾総督指定          |                       |                                   |
| 京城護國神社             | 朝鮮京畿道京城府       | 朝鮮総督指定          |                       |                                   |
| 羅南護國神社             | 朝鮮咸鏡北道清津府     | 朝鮮総督指定          |                       |                                   |

大田原神社境内に鎮座していた大田原護国神社は、2011年（平成23年）3月11日の東日本大震災で全壊して取り壊されたが、大田原神社境内に祠が再建されている。